# Evelino Pidò
Evelino Pidò, né le 16 août 1953 à Turin, est un chef d'orchestre italien,.

## Biographie
Evelino Pidò descend d'une famille d'artistes. Il étudie au conservatoire de Turin puis à la Musikhochschule de Vienne. Il débute en 1970 comme bassonniste à l'orchestre de la Scala de Milan, puis il assiste Claudio Abbado. Il poursuit une année d'études à Vienne sous Karl Österreicher (de). Ensuite, il est chef d'orchestre de l'Opéra national de Lyon.
Pidò est reconnu pour ses interprétations des opéras de Bellini et de Donizetti. Il se distingue dans Lucia di Lammermoor, notamment en février 2019 avec Olga Peretyatko et Juan Diego Flórez à l'Opéra d'État de Vienne.